# Bañón
Bañón ist ein Ort und eine Gemeinde (municipio) mit nur noch 155 Einwohnern (Stand: 2024) im äußersten Norden der Provinz Teruel in der autonomen Region Aragonien im östlichen Zentrum von Spanien. Die Gemeinde gehört zur bevölkerungsarmen Serranía Celtibérica.

## Lage und Klima
Bañón liegt in den Bergen der Sierra de Cucalón in ca. 1140 m Höhe und ist ca. 59 km (Fahrtstrecke) in nordnordwestlicher Richtung von der Provinzhauptstadt Teruel entfernt.
Das Klima ist trotz der Höhenlage gemäßigt bis warm; Regen (ca. 504 mm/Jahr) fällt übers Jahr verteilt.

## Bevölkerungsentwicklung
| Jahr      | 1970 | 1981 | 1991 | 2001 | 2011 | 2021 |
| Einwohner | 423  | 276  | 226  | 168  | 162  | 149  |

## Sehenswürdigkeiten
- Johannes-der-Täufer-Kirche
- Jakobuskapelle
- Christuskapelle